# Universidade do Benim (Nigéria)

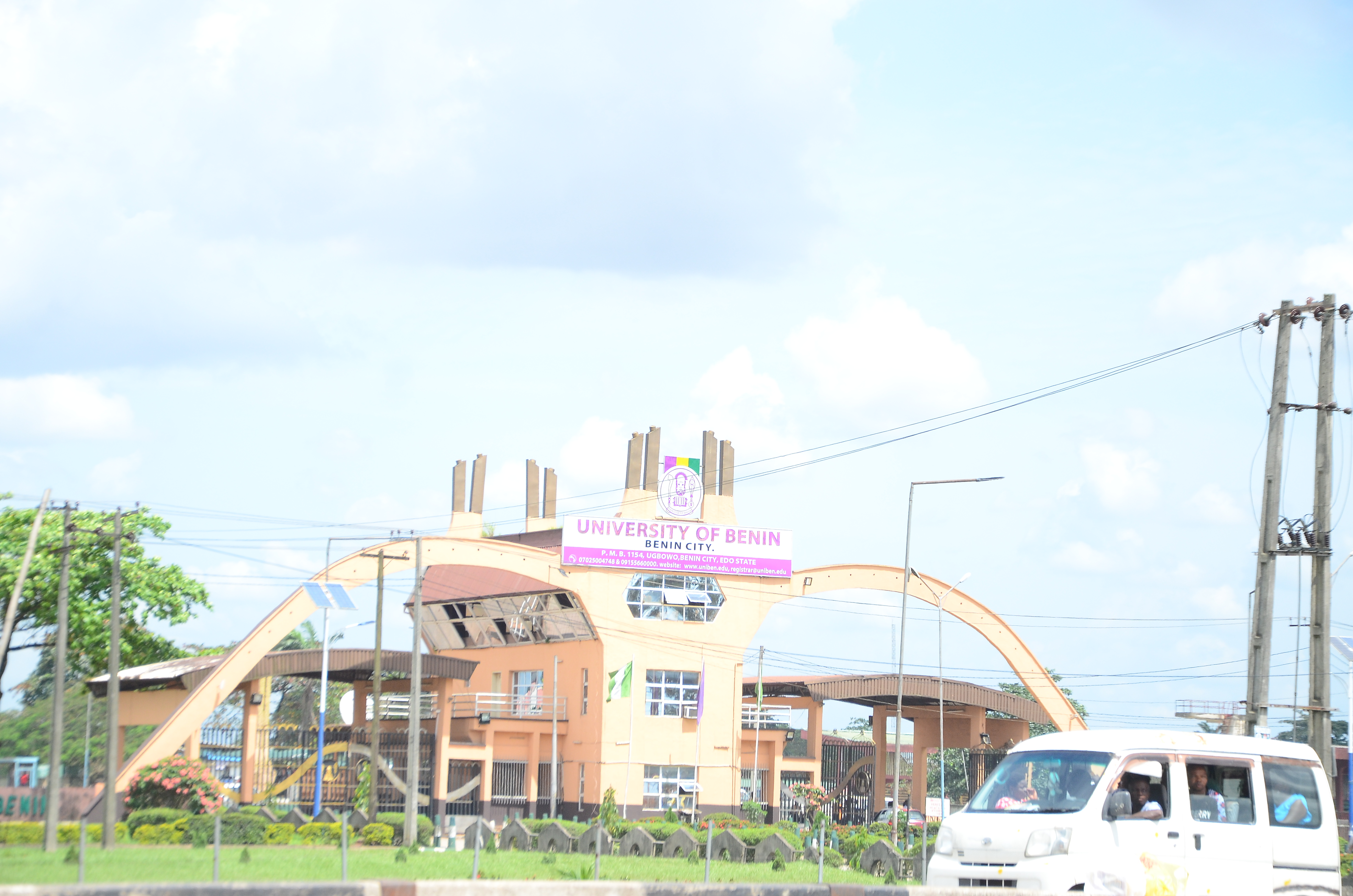

A Universidade do Benim, na Cidade do Benim (estado de Edo) é uma das maiores universidades da Nigéria.

## História
A universidade foi fundada em 1970, e leciona em uma ampla gama de assuntos, inclusive uma escola médica. Ela tem uma inscrição de aproximadamente 36 000 estudantes. Começou com um Instituto de Tecnologia e foi concedido o estatuto de uma verdadeira Universidade pela Comissão Nacional Universidades (NUC), em 1 de Julho de 1971. No seu Discurso de Orçamento em Abril de 1972, de então Governador militar do estado do meio-oeste, Col. S.O. Ogbemudia (então também visitante da Universidade) anunciou formalmente a mudança do nome do Instituto de Tecnologia para a Universidade do Benim. 
No início, a universidade estava situada na estrada Ekewan. Em 1972, um projeto para construir um campus principal em Ugbowo e Ekosodin começou com o engenheiro Daniel Uhimwen como o director. Hoje, o principal campus está em Ugbowo mas alguns cursos ainda são oferecidos no campus Ekewan.
Em 1 de abril de 1975, a Universidade, a pedido do Governo Estadual, foi retomada pelo Governo Federal e se tornou uma Universidade Federal. Hoje, a Universidade continua a crescer, mais forte com um número de Faculdades, Departamentos, Institutos e Unidades.
Em 1985, Grace Alele-Williams se tornou a primeira mulher vice-chanceler da Nigéria quando foi nomeada para dirigir a Universidade do Benim. Ela serviu como vice-chanceler até 1991. 

## Galeria

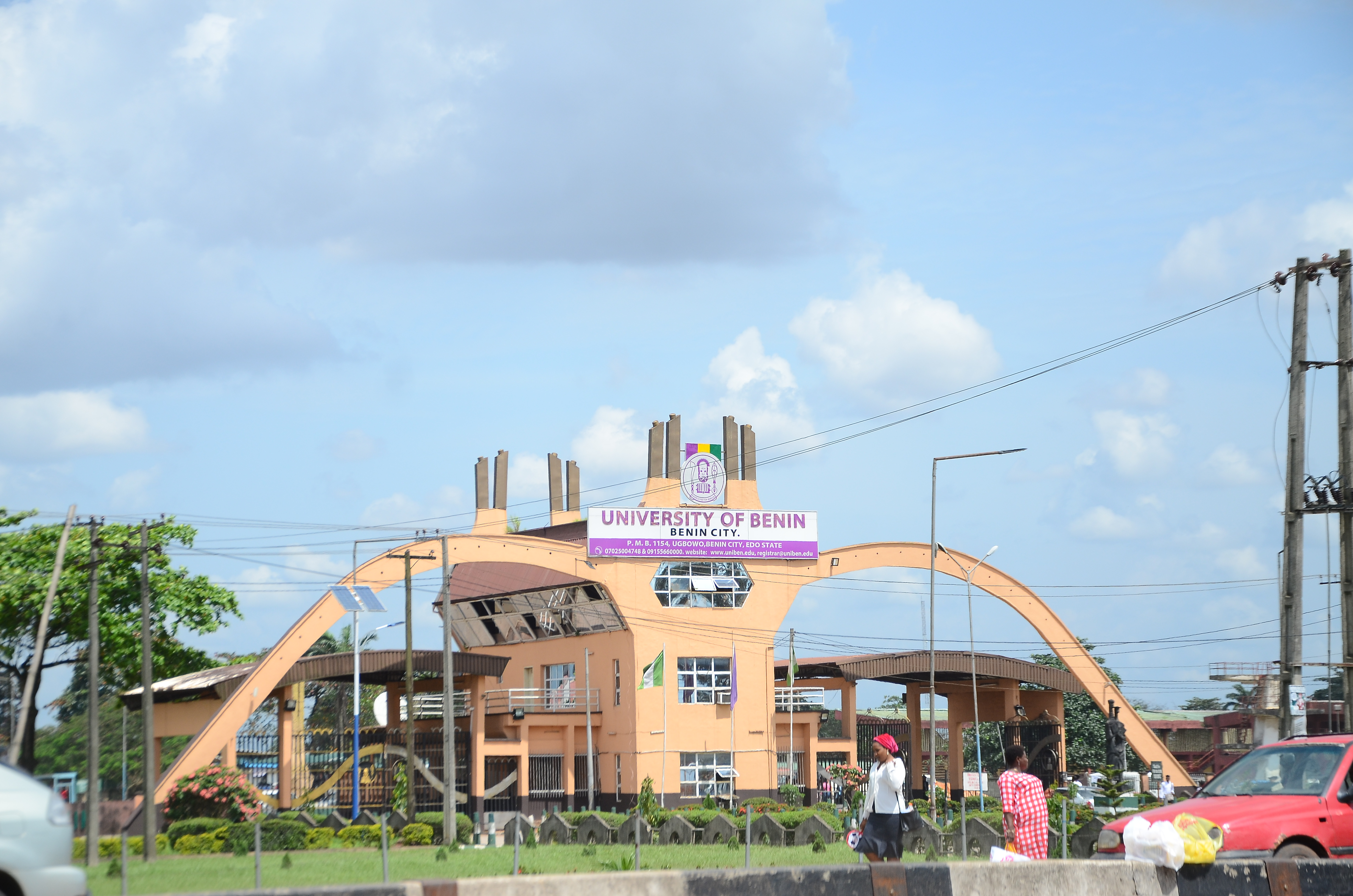
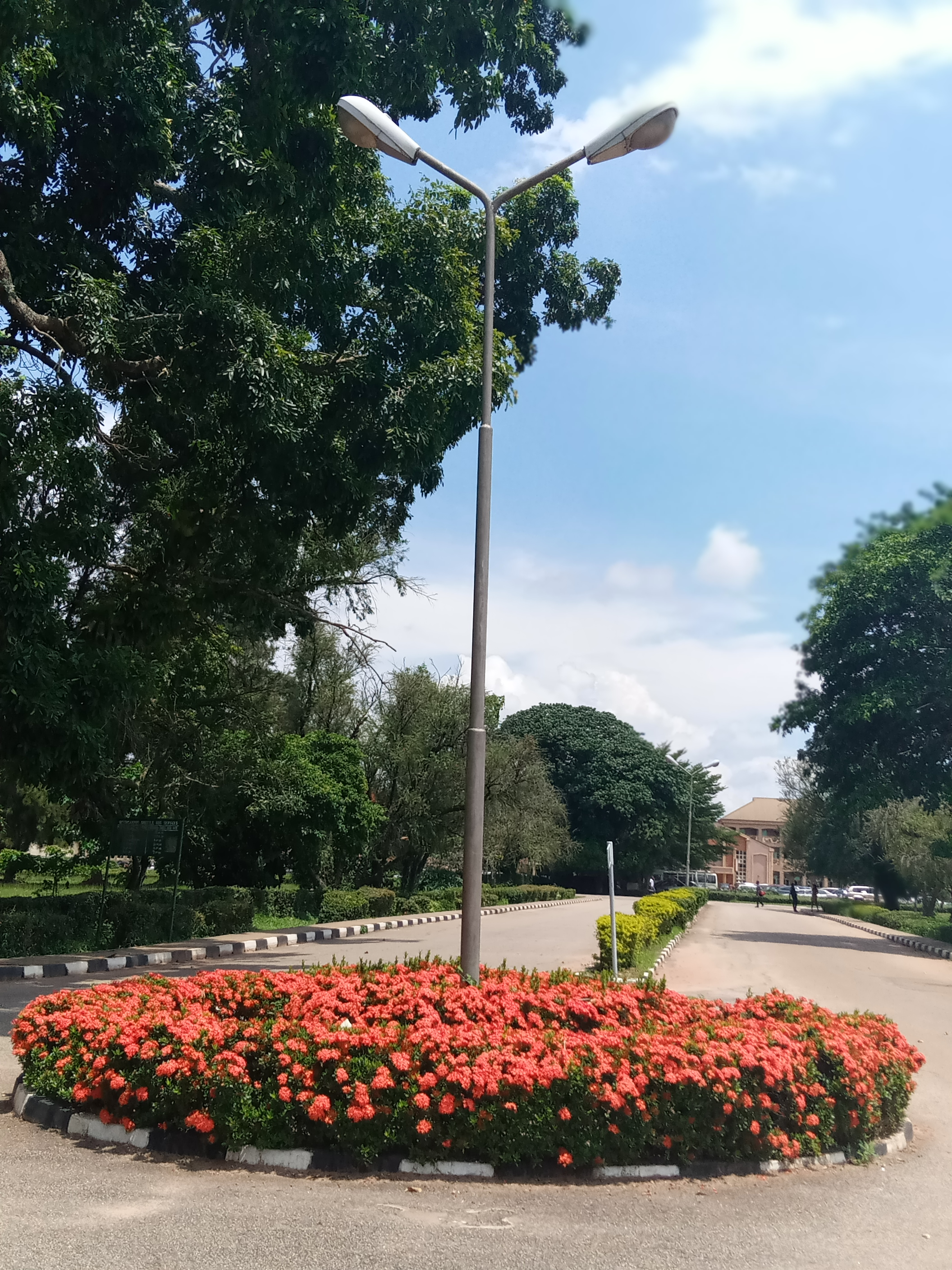
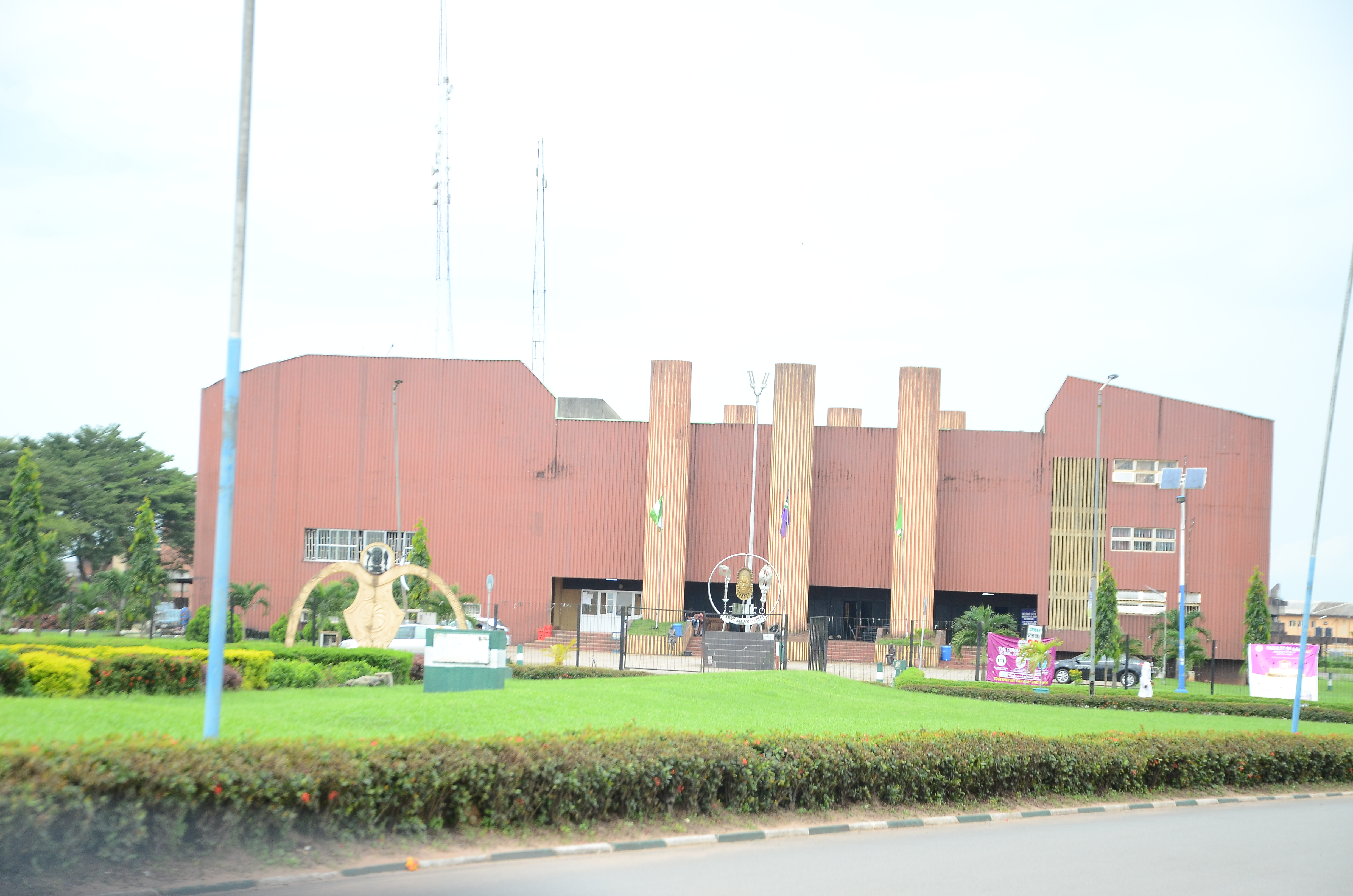
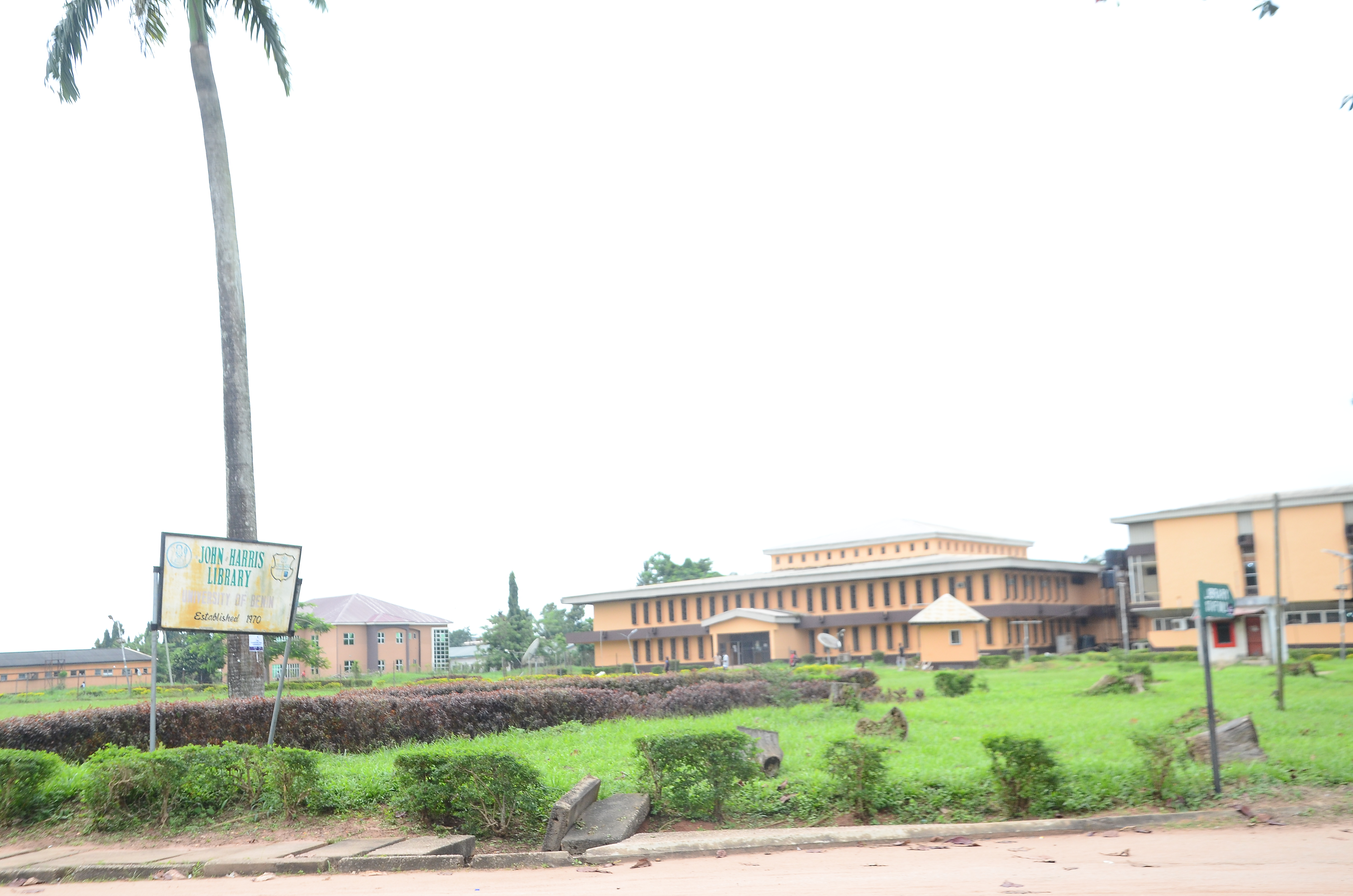
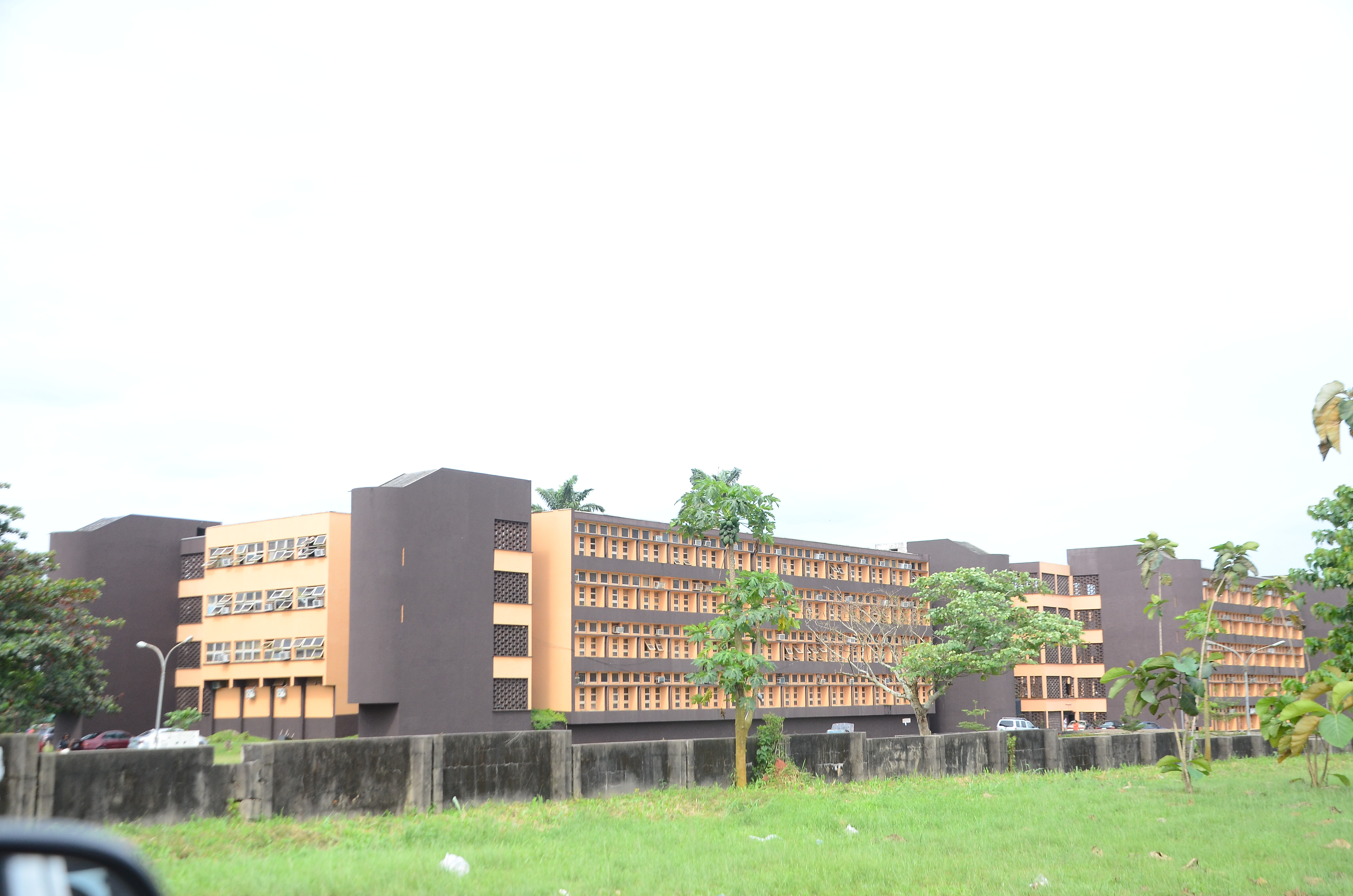
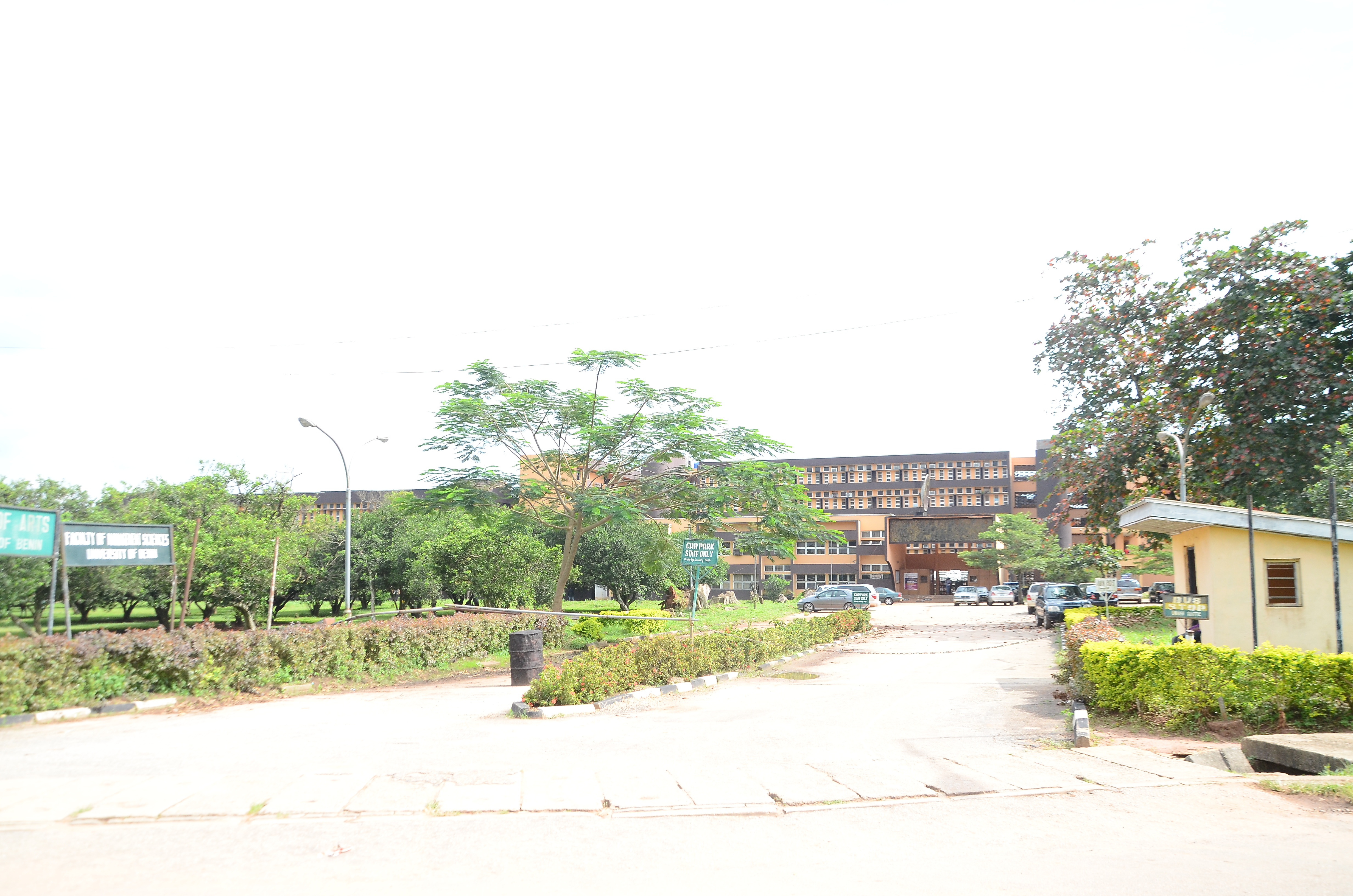
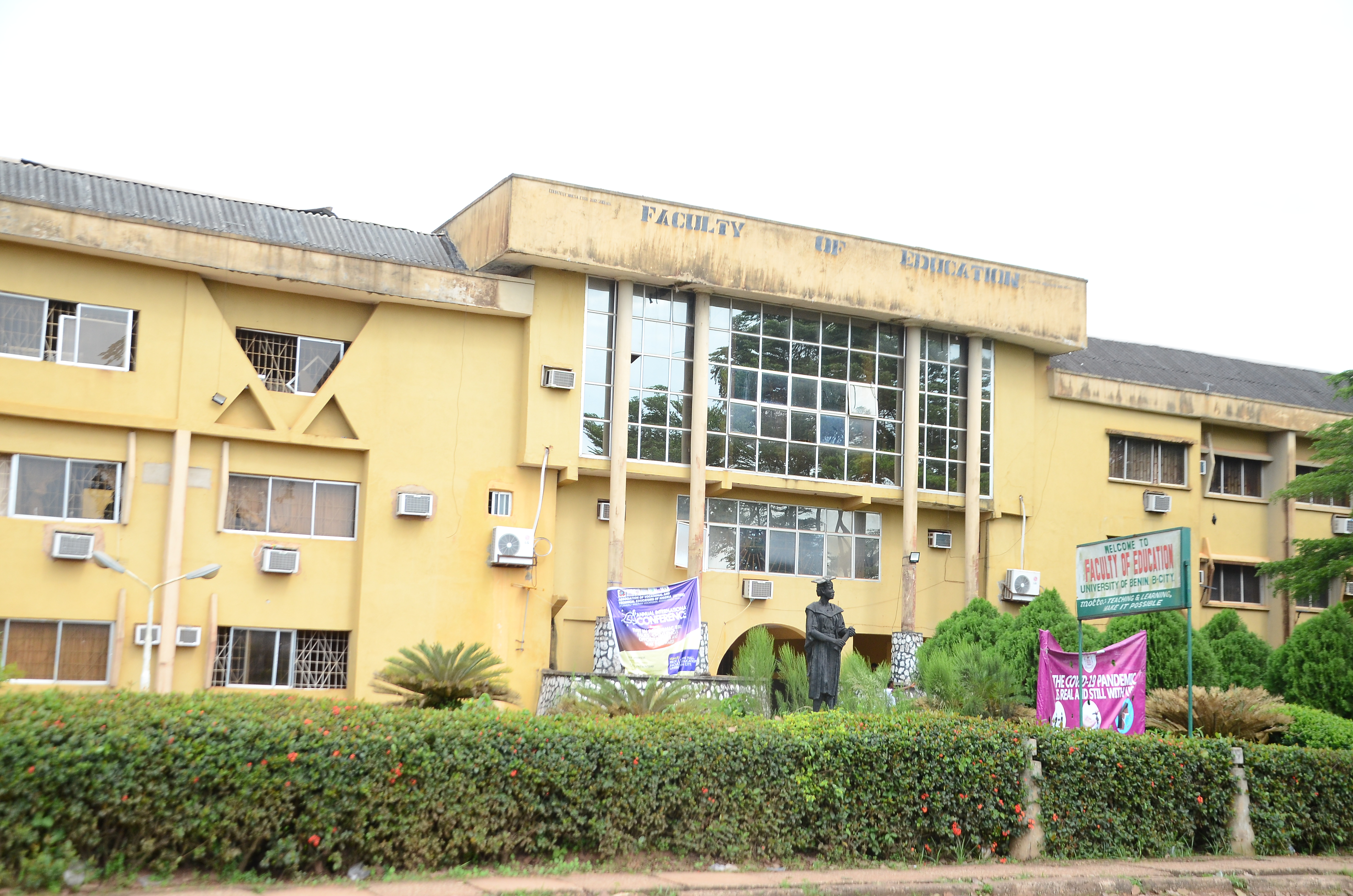
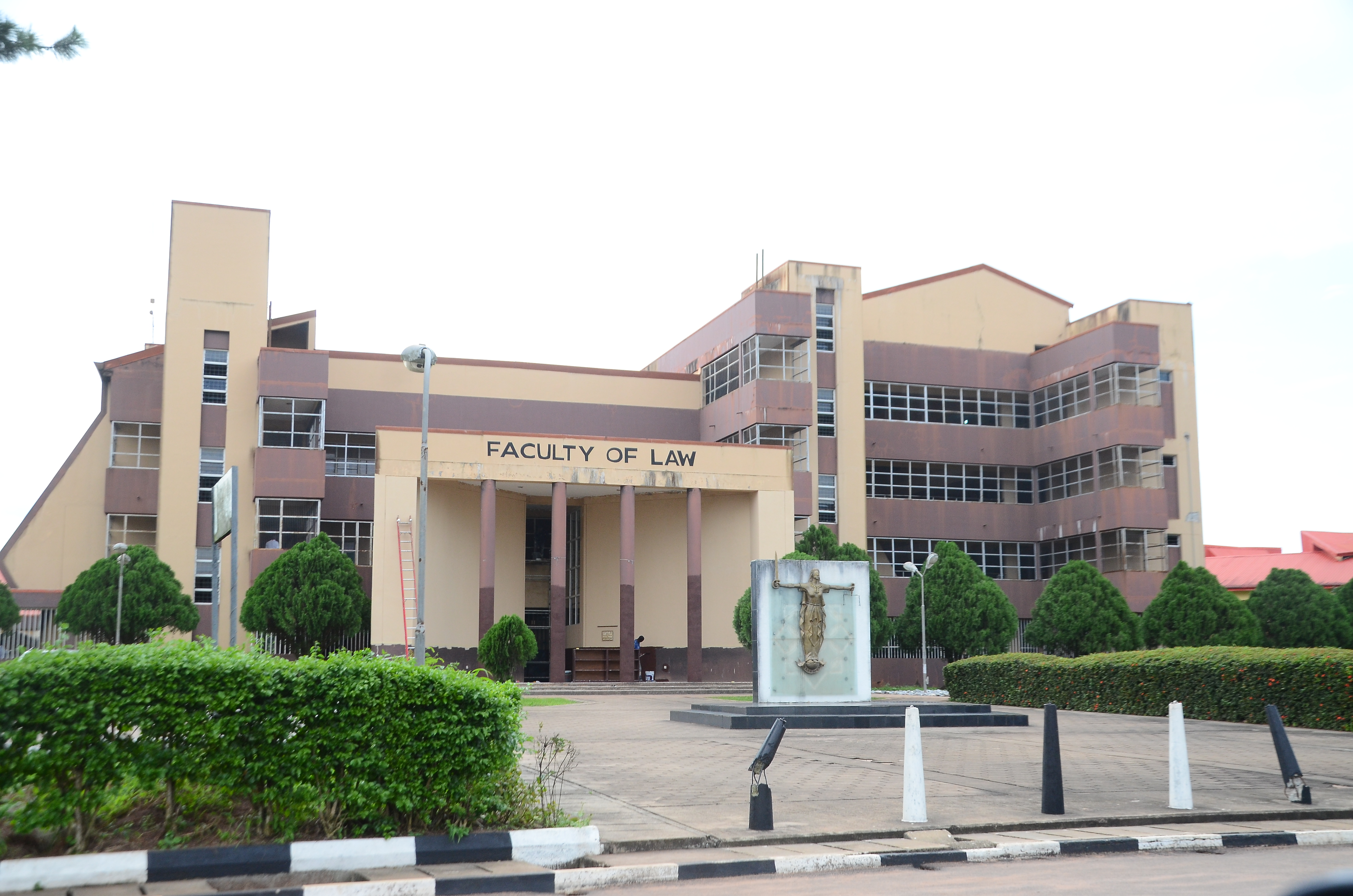
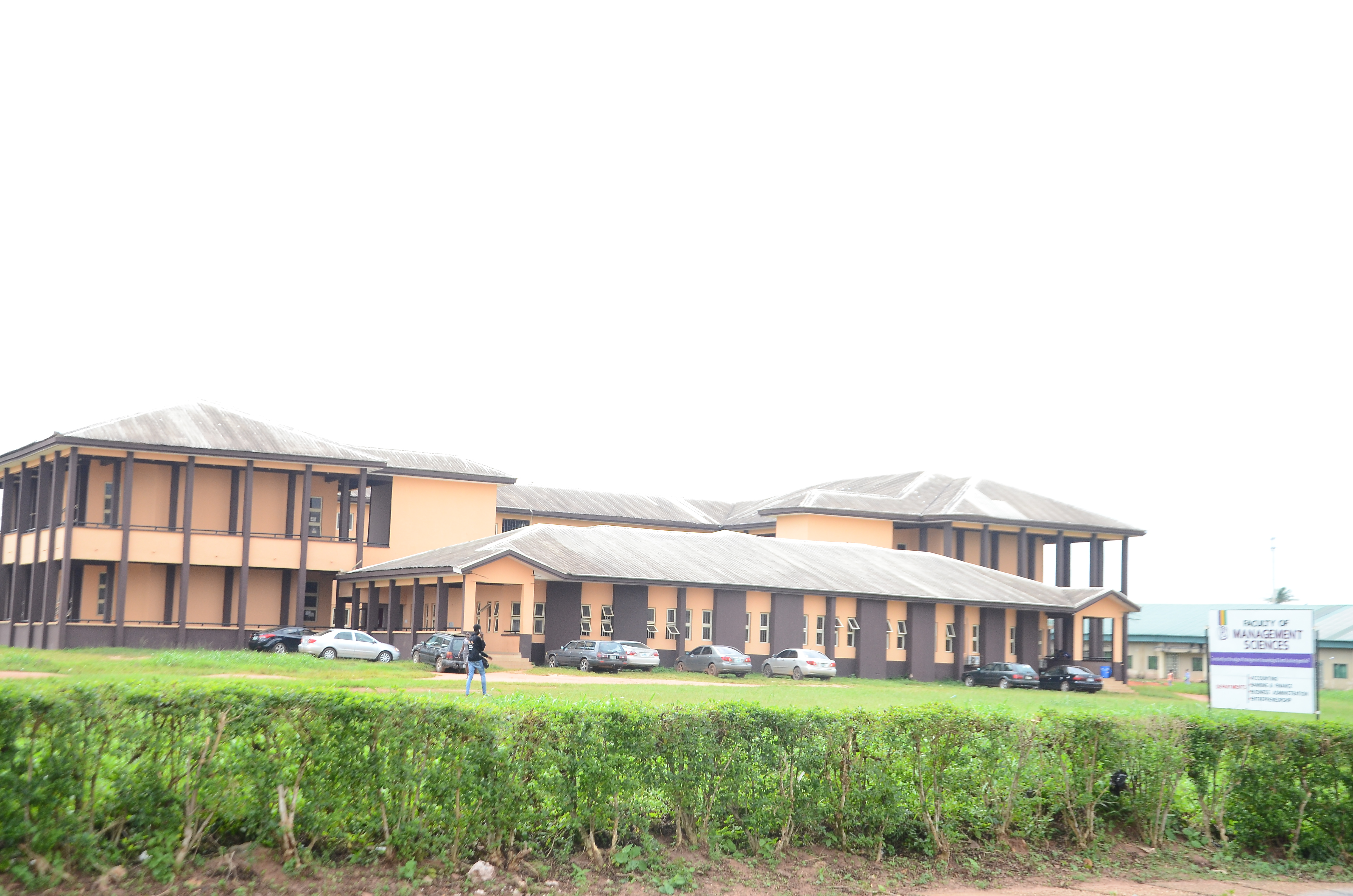
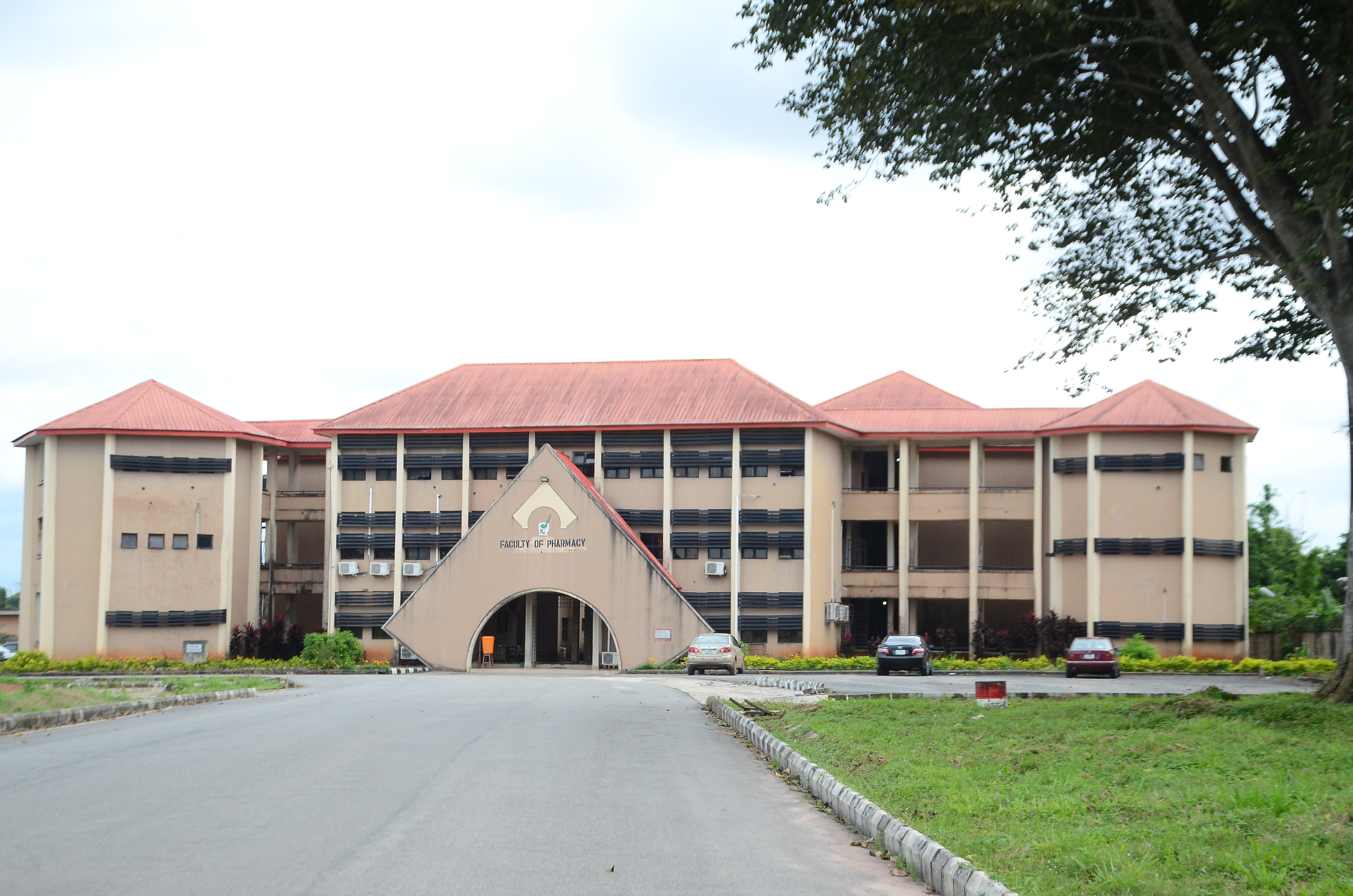
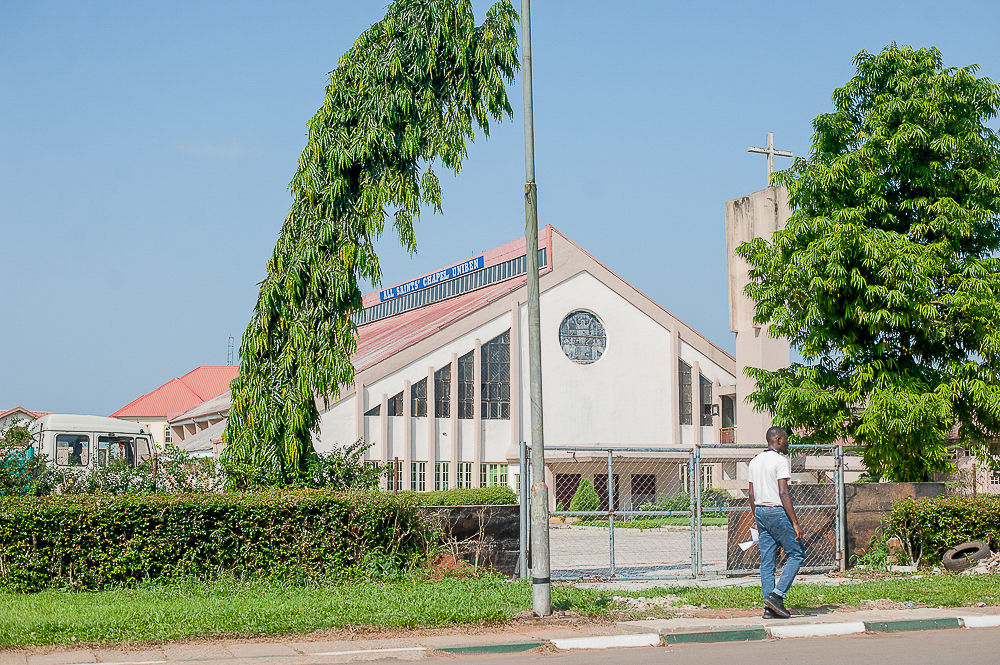
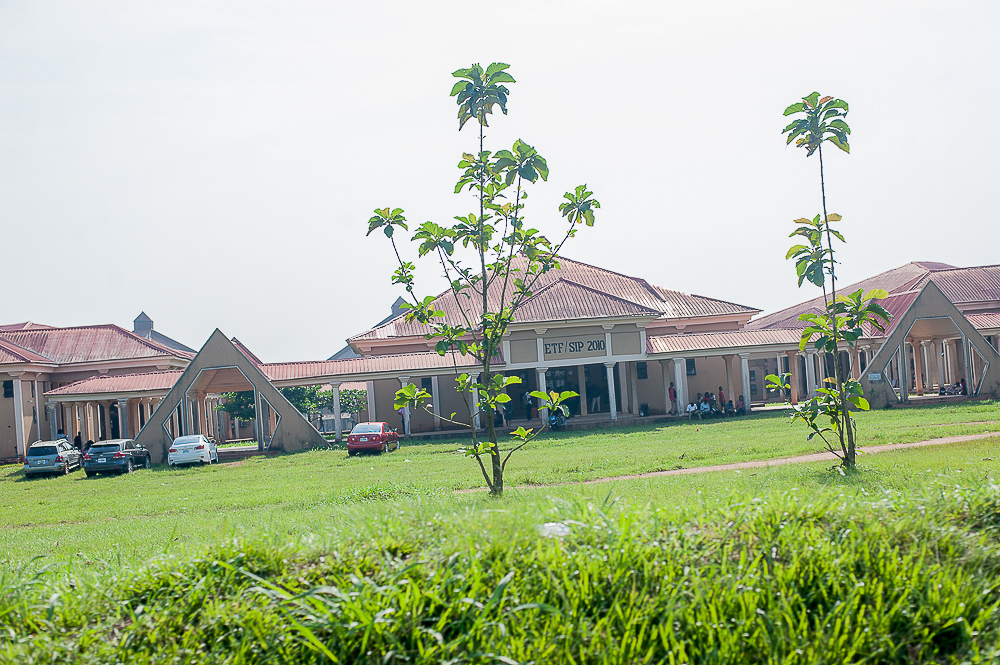
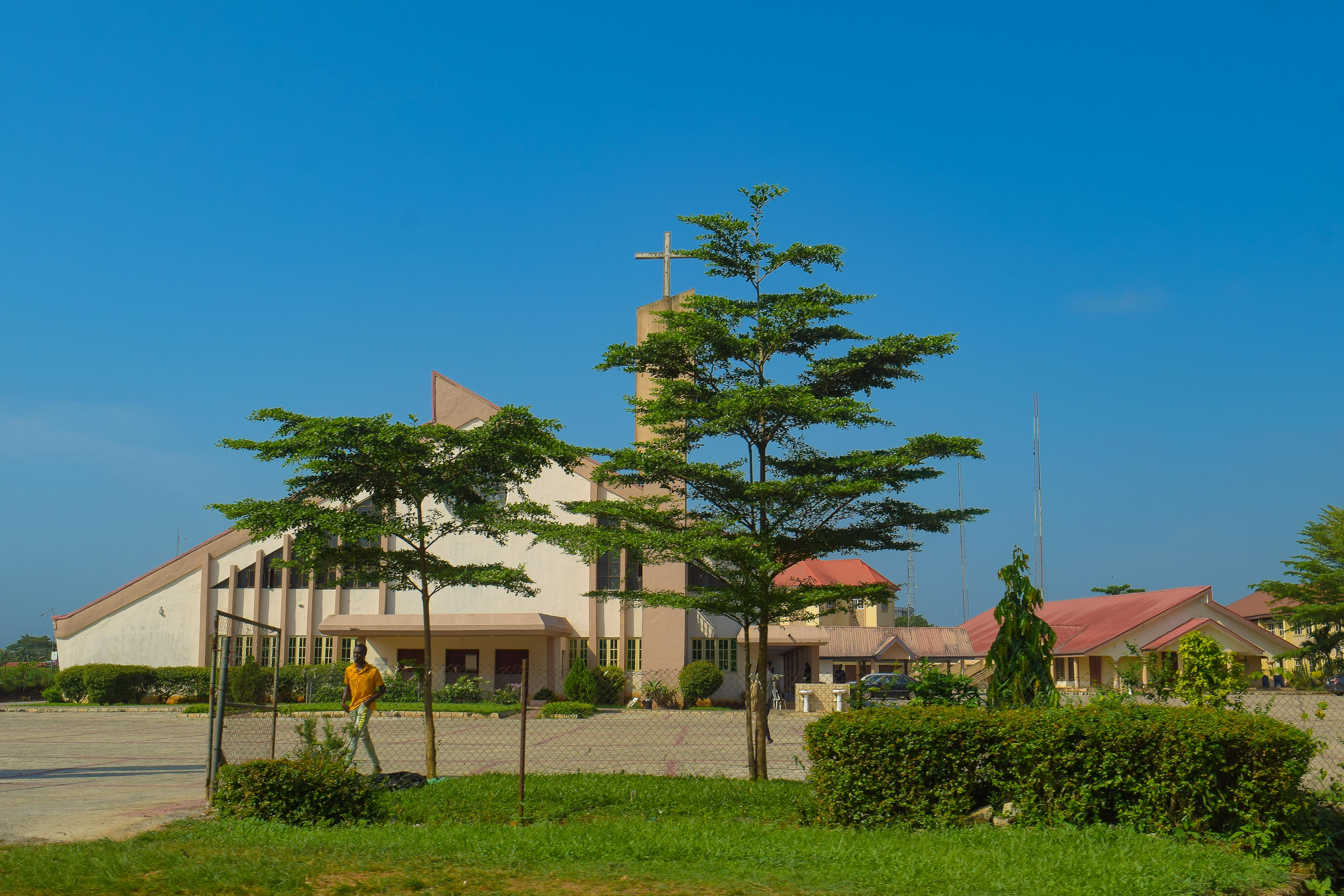
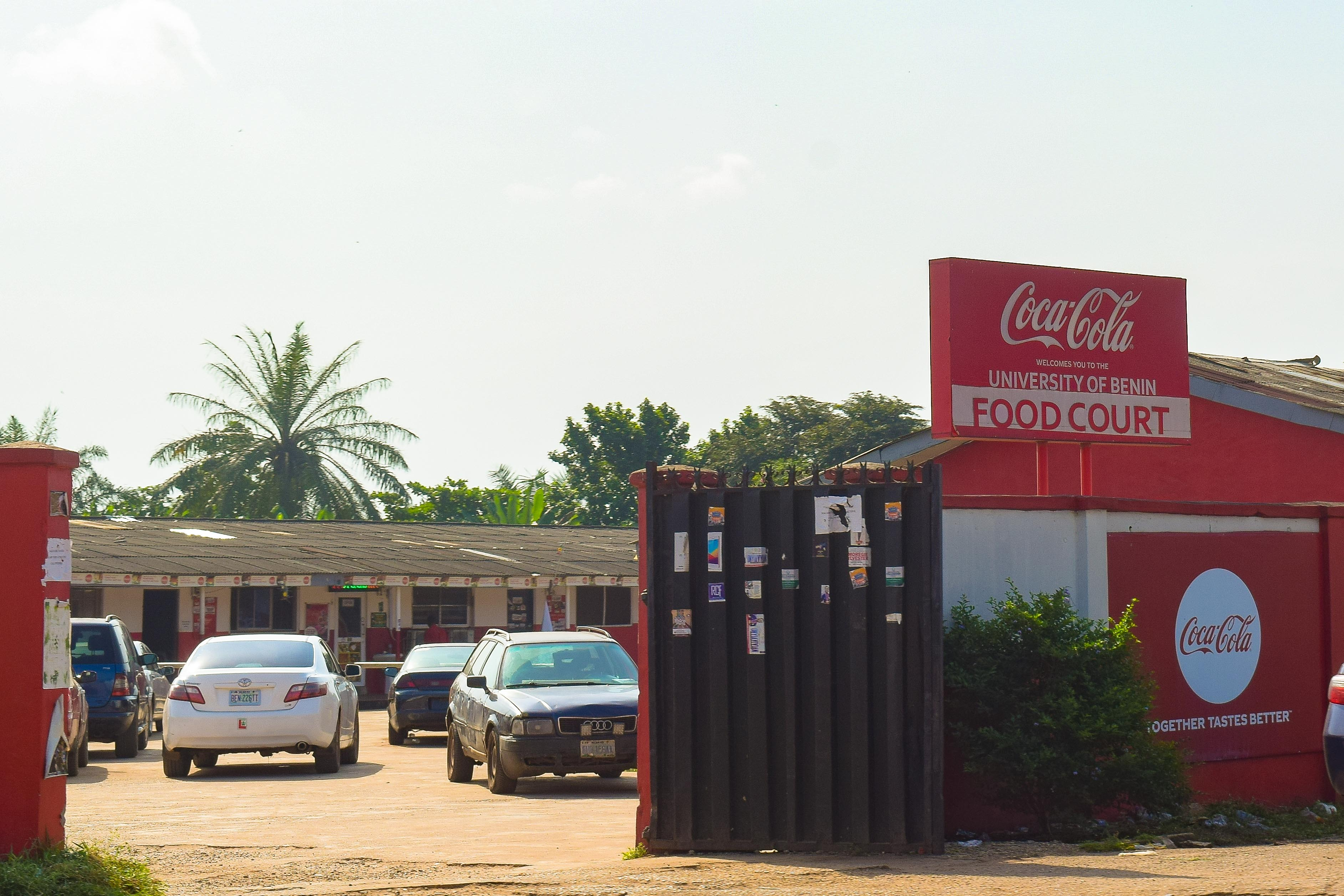
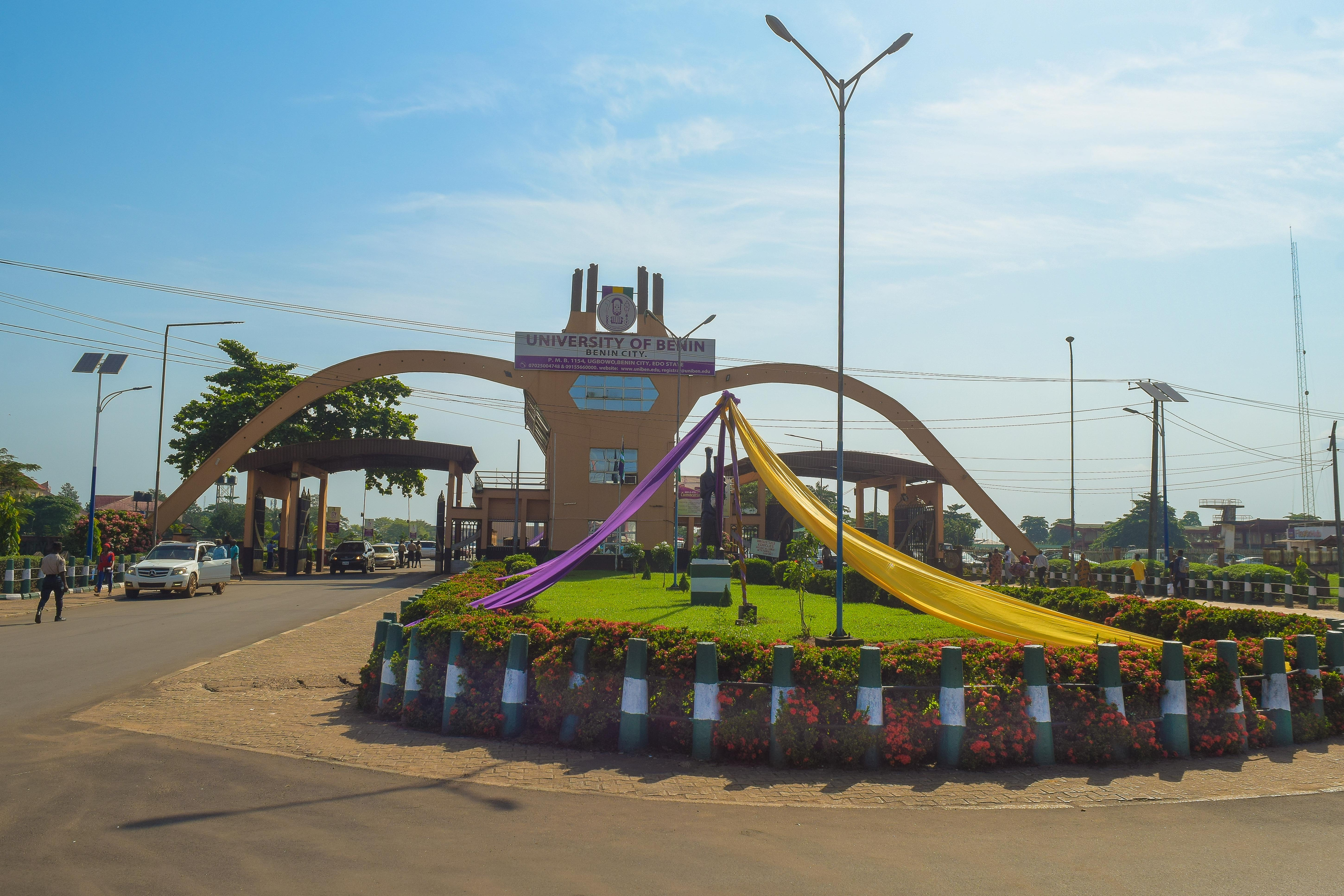
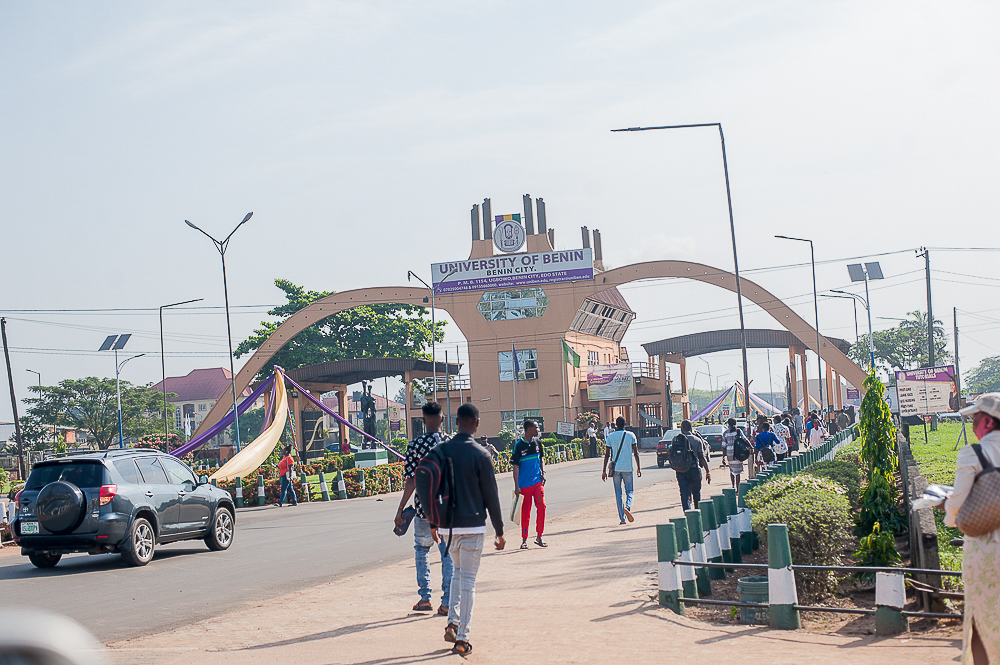
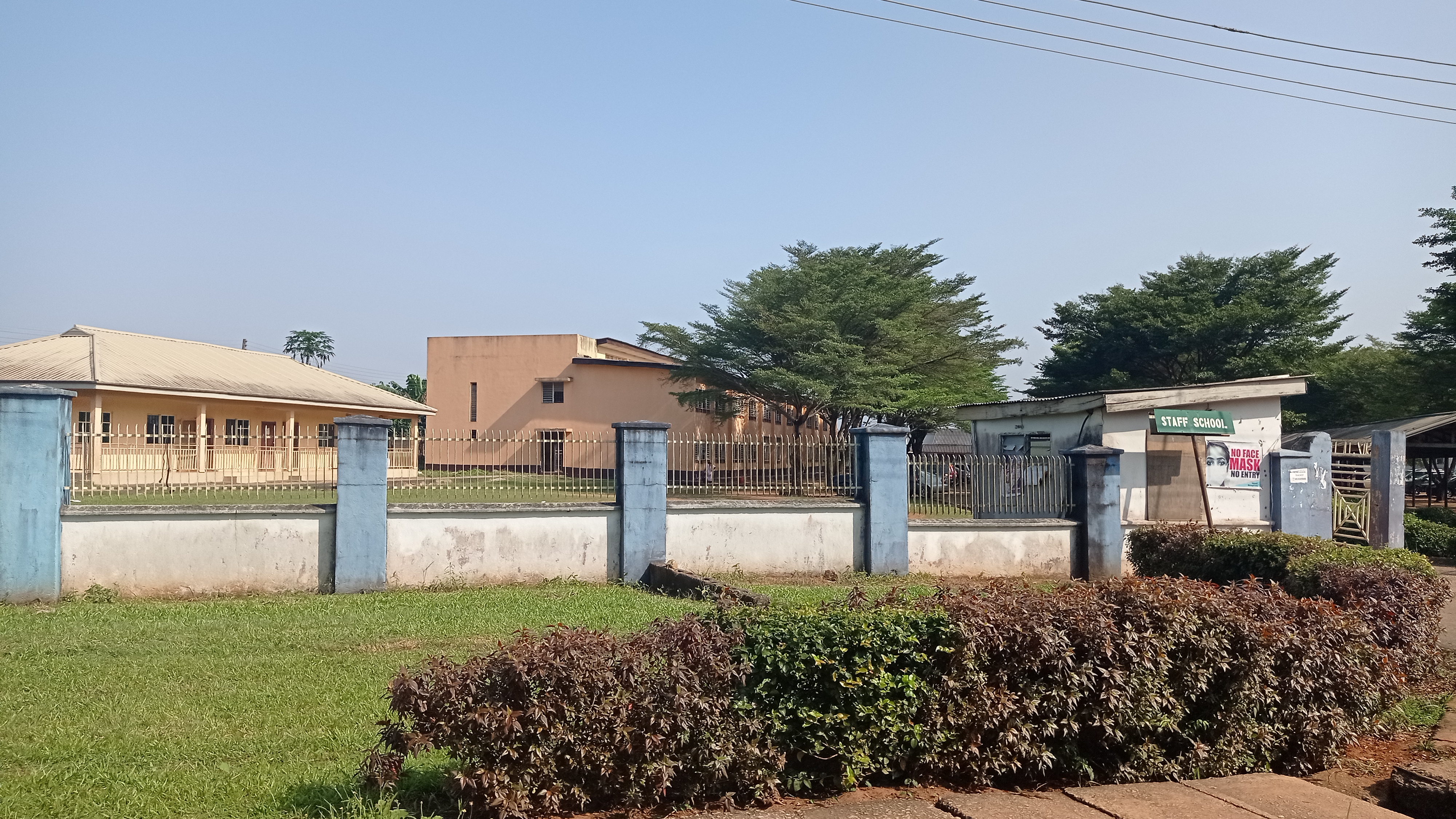
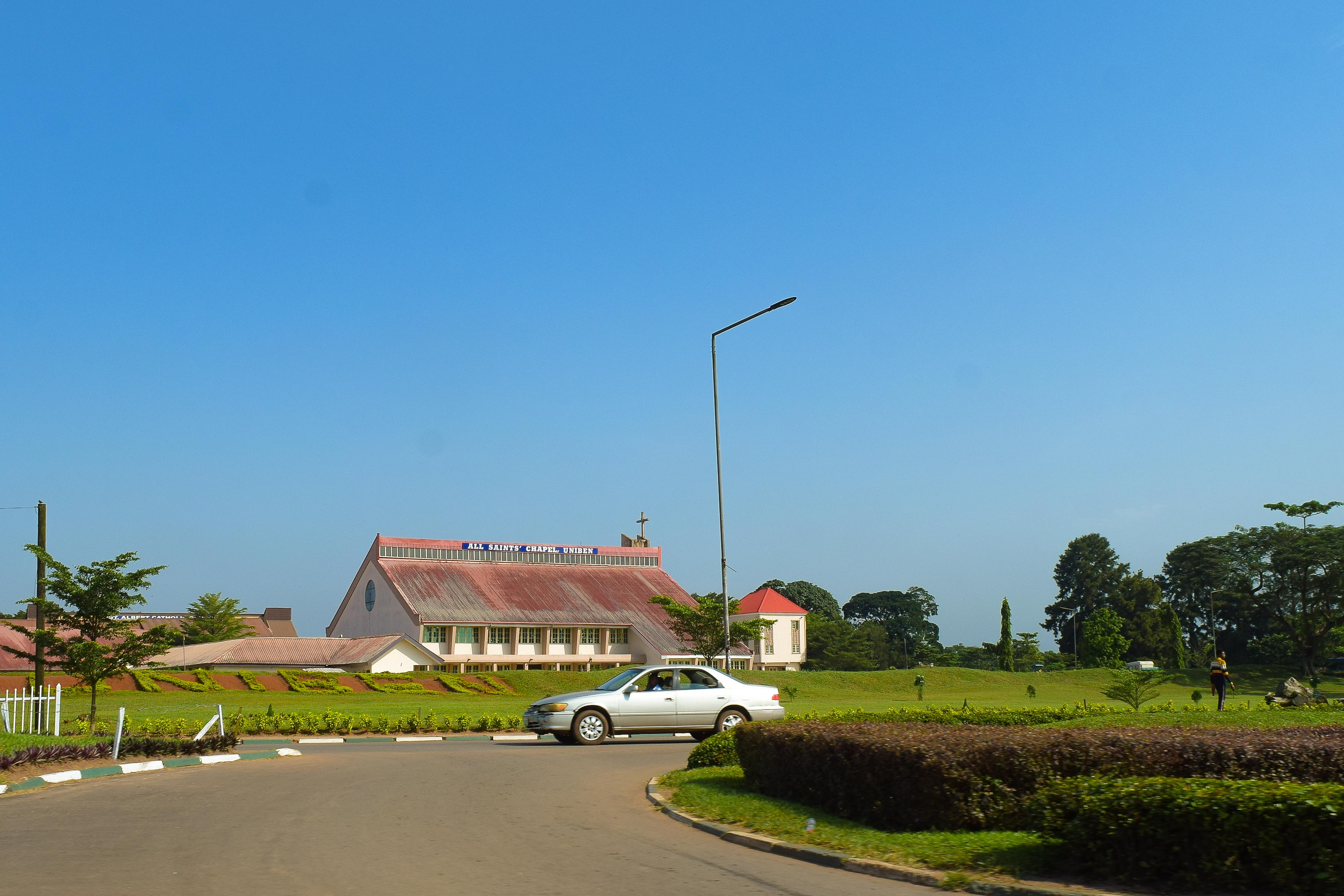
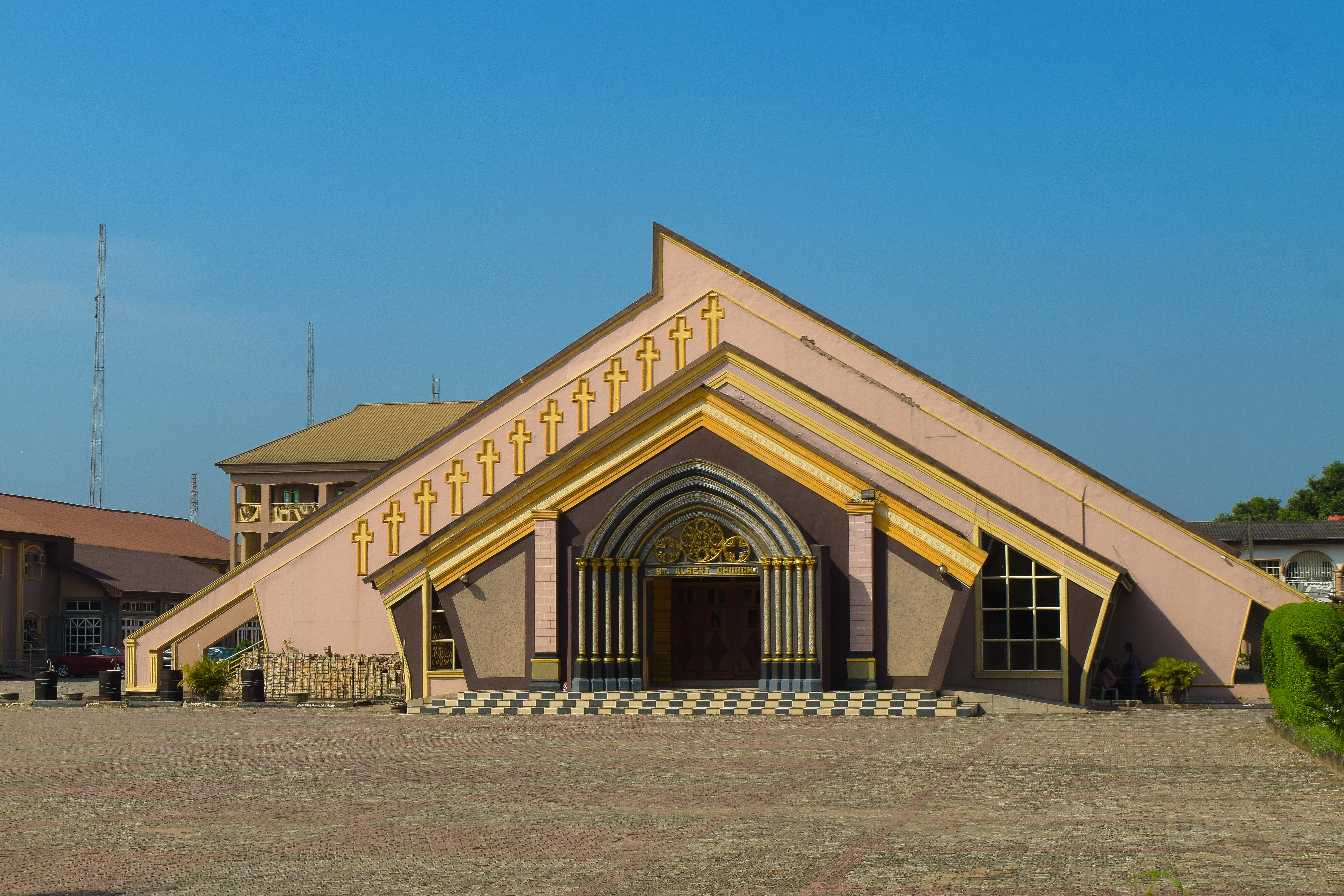
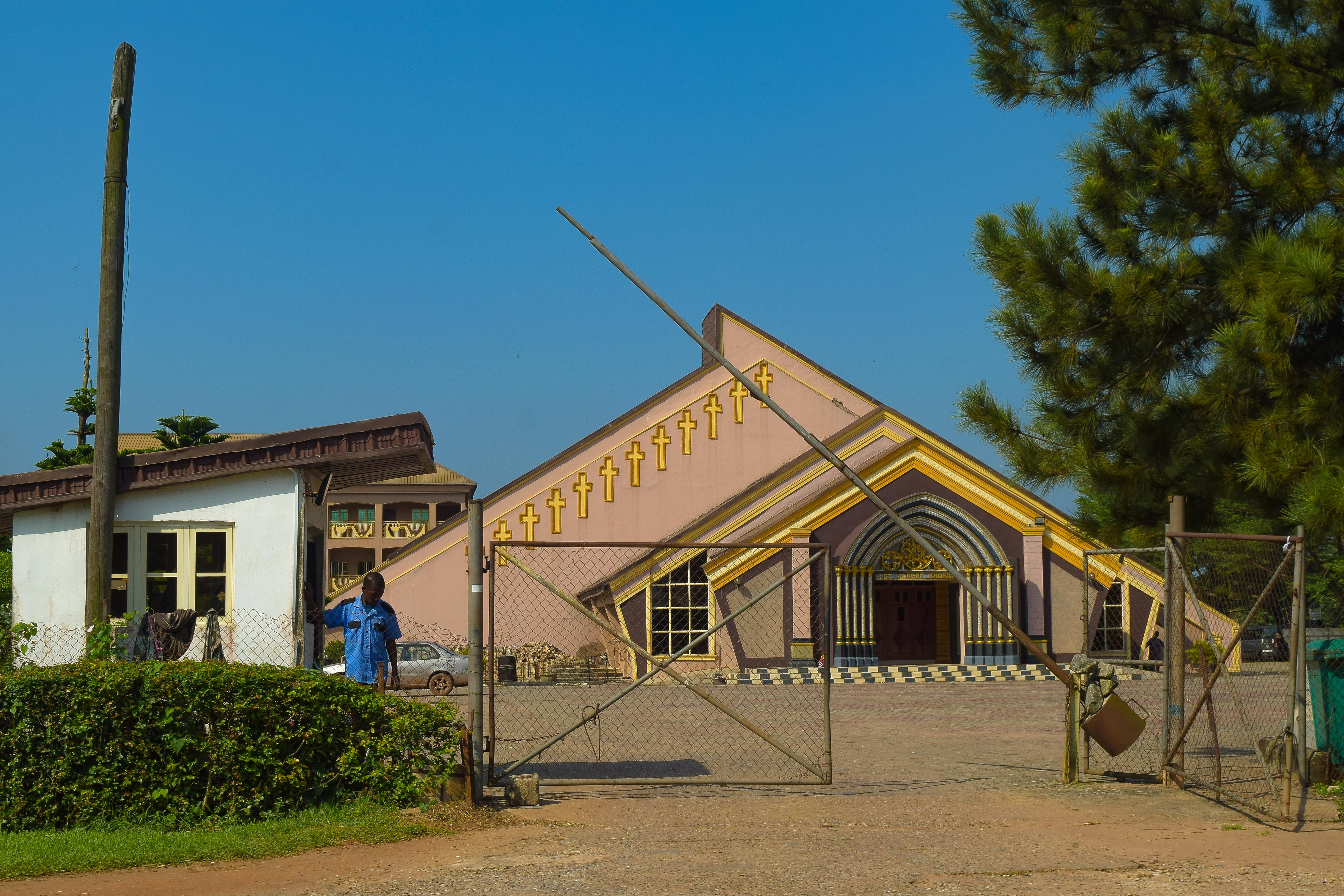
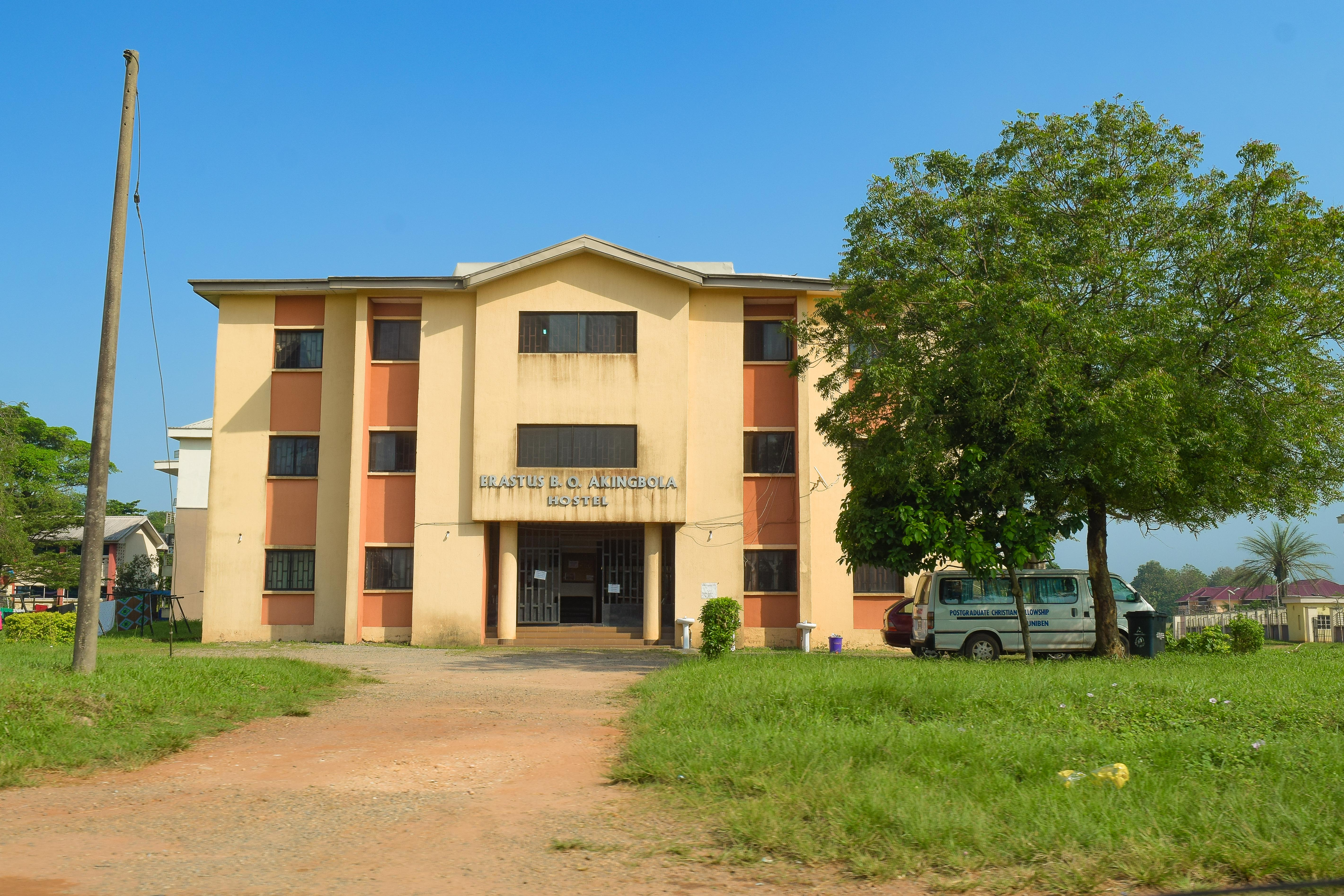
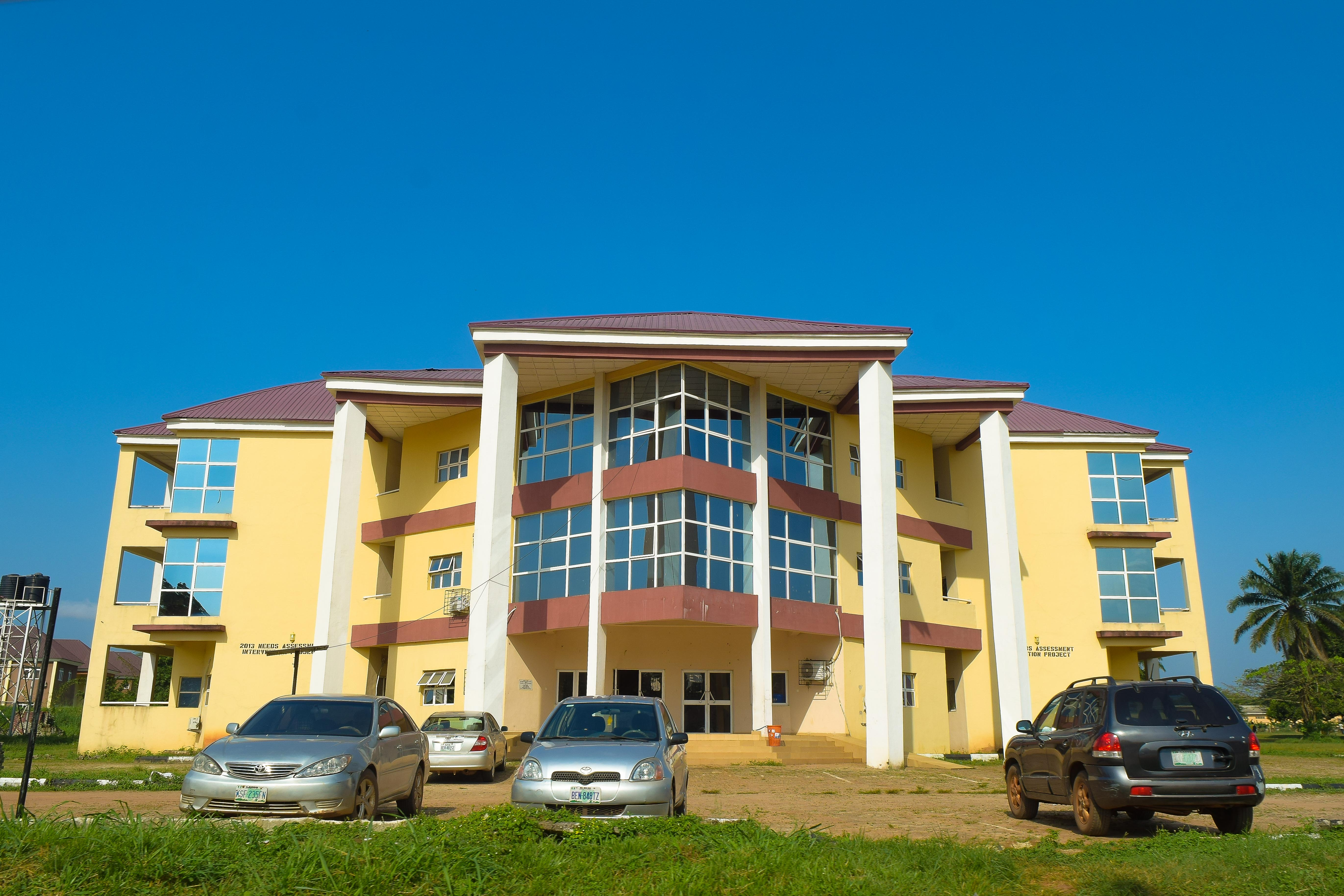
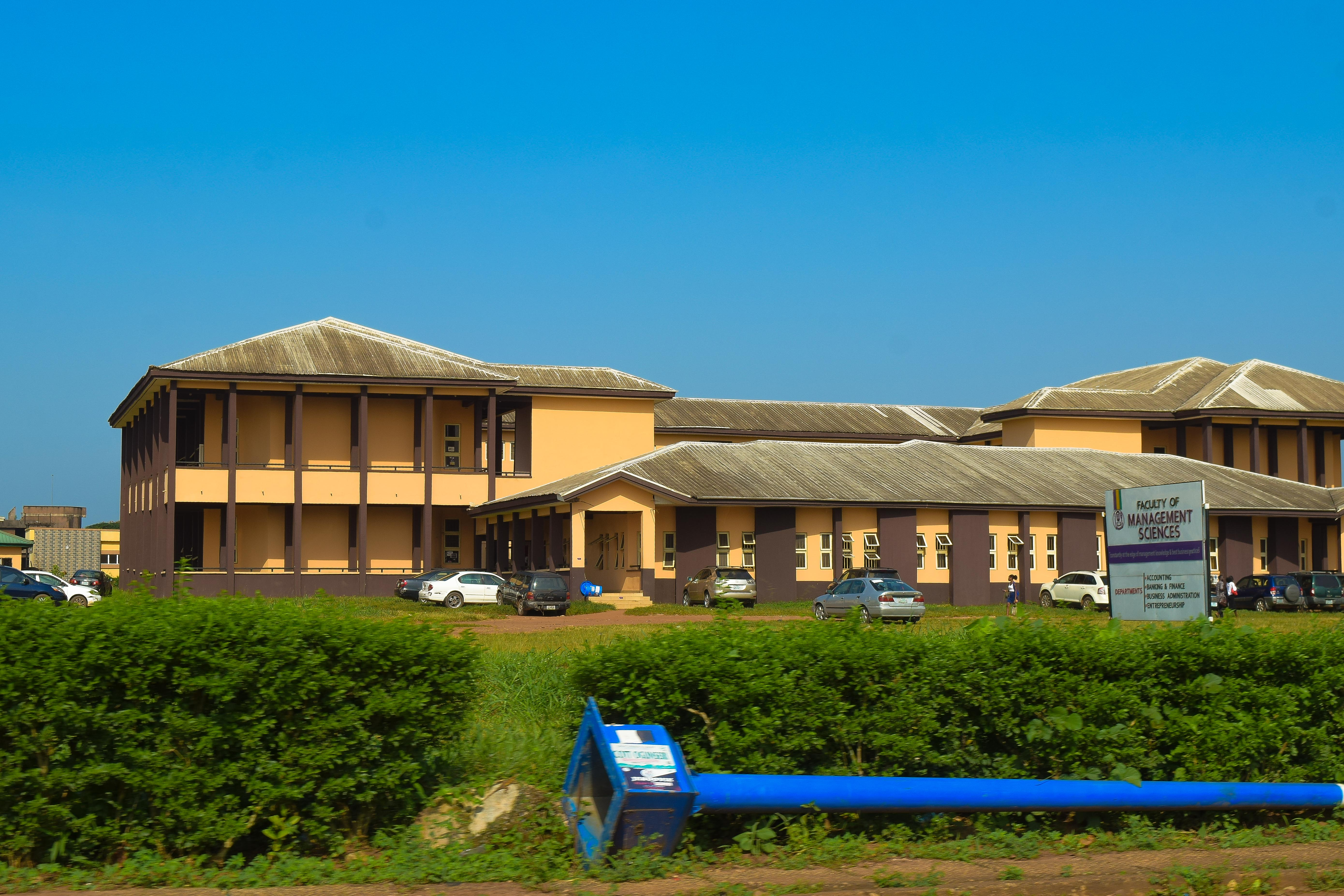
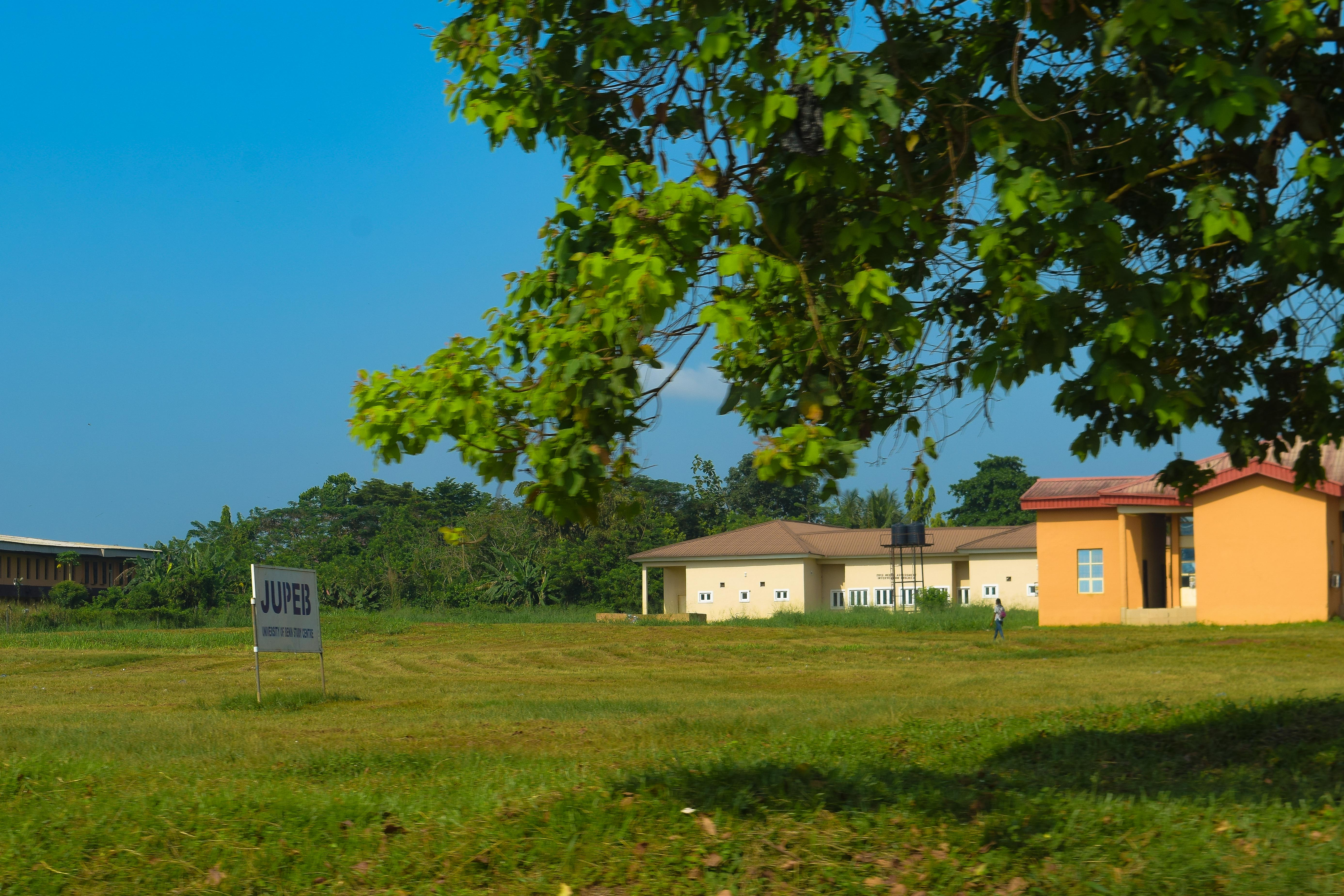
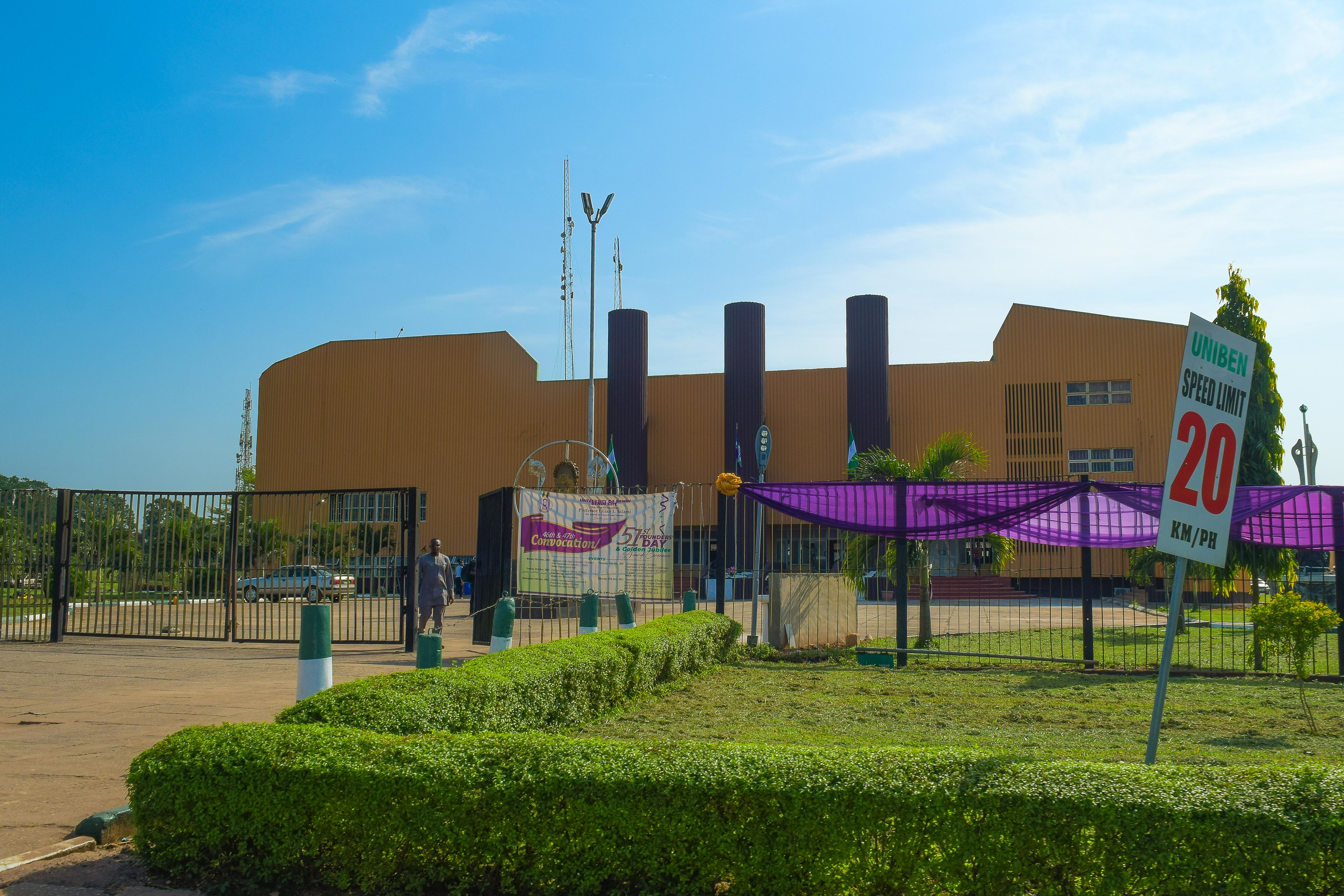
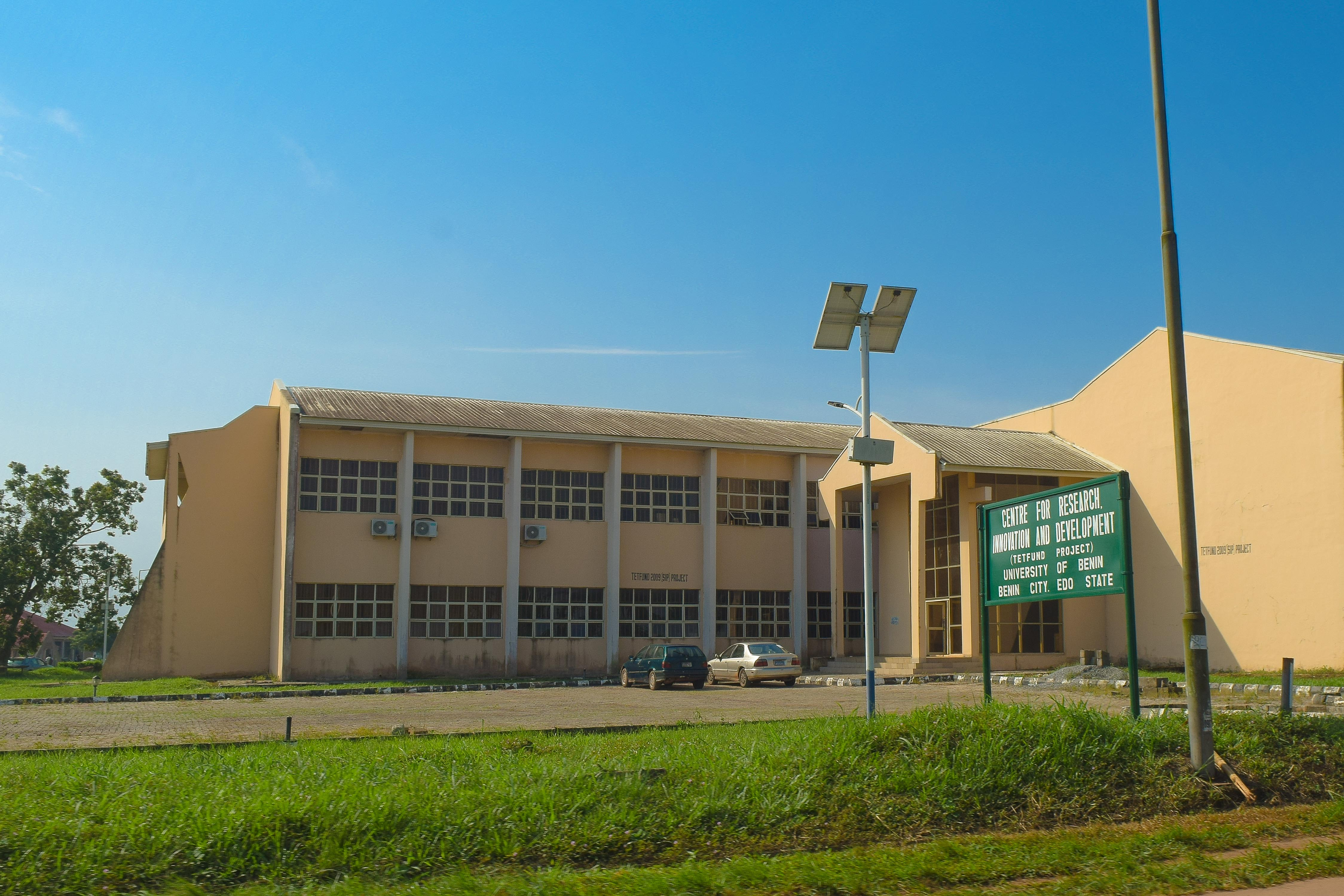
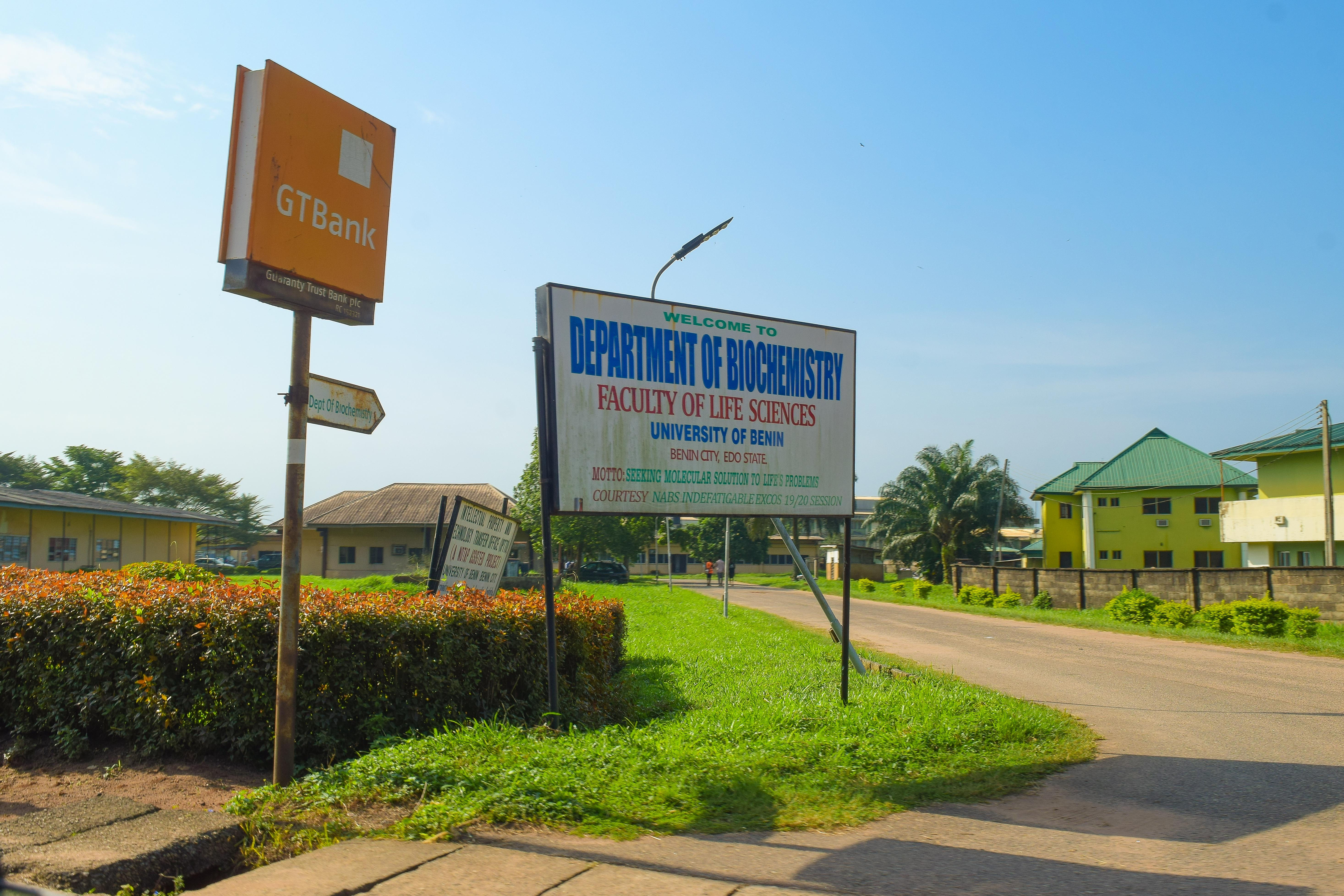
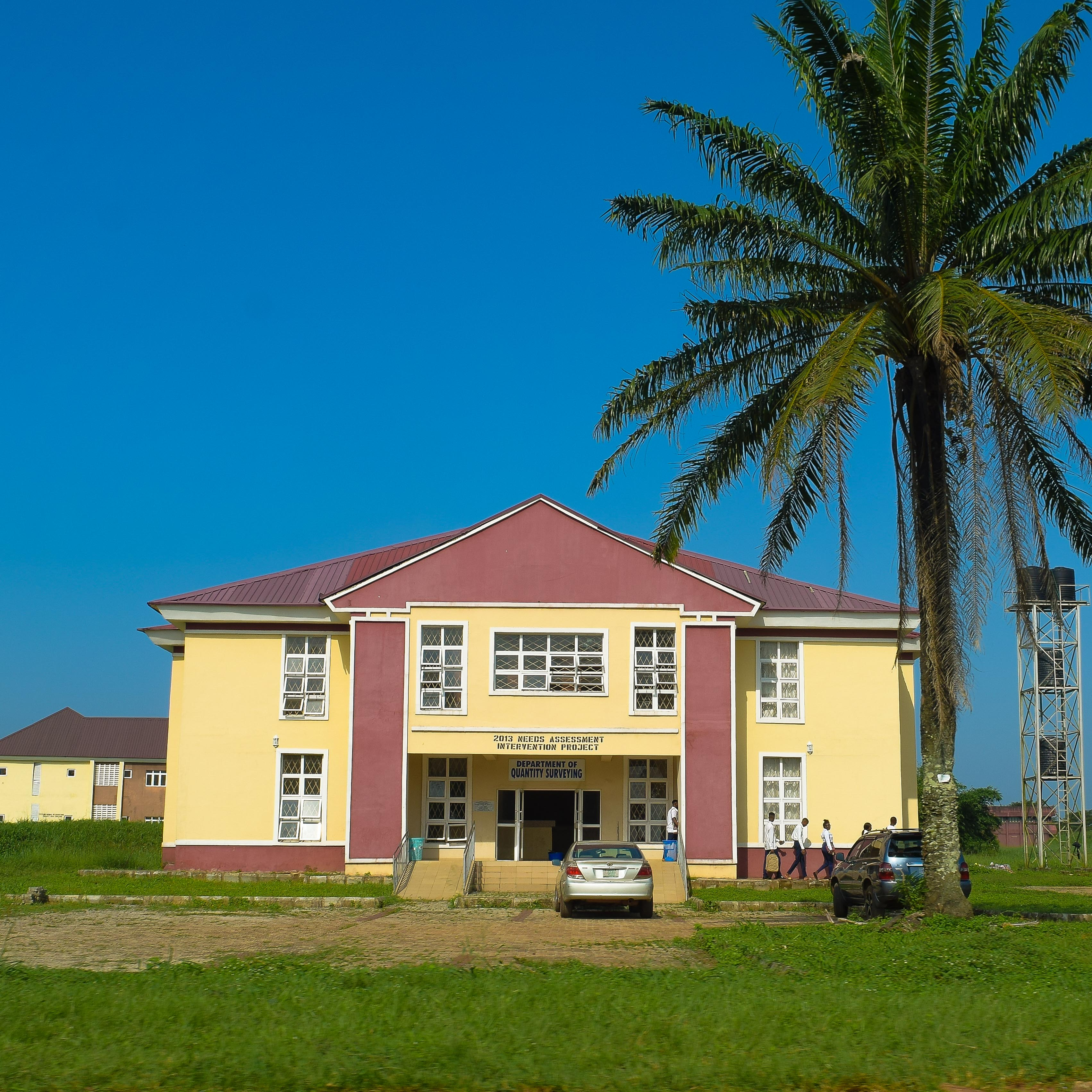